# (73419) 2002 LQ36
(73419) 2002 LQ36 – planetoida z pasa głównego asteroid okrążająca Słońce w ciągu 5,65 lat w średniej odległości 3,17 j.a. Odkryta 9 czerwca 2002 roku.